# Joseph Addison
Joseph Addison (Milston, 1672. május 1. –‎ Kensington, 1719. június 17.) brit esszéista, költő, drámaíró, újságíró, politikus. Lancelot Addison lichfieldi dékán és Jane Gulston legidősebb fia. Az anya, aki a bristoli püspökkel is rokonságban állt, meghalt, amikor a fia tizennégy volt.

## Élete
Addison Milstonban született, Wiltshire grófságban. Amesburyben, Salisburyben és Lichfieldben járt iskolába, aztán a Queen's College-ba, Oxfordba járt egyetemre. 1693-ban elvégezte az egyetemet, de még hat évig ott maradt, akkor évi háromszáz fontos királyi kegydíjat kapott, ami lehetővé tette, hogy elutazzon Németországba, Olaszországba és Franciaországba. A kegydíj 1692-ben, III. Vilmos halálakor megszűnt, és természetesen Addison whig barátai is buktak, akik a pénzt szerezték neki. A pleykák ellenére, Addison sose szegényedett el igazán, bár persze fiatalkorában nagyobb jómódban élt.
Visszatért hát Angliába, és The Campaign címmel költeményt írt Marlborough herceg blenheimi győzelméről, ami pillanatnyilag híressé tette. Szerzett egy szinekúrát, amit egész életében meg is tartott, bár karriert is csinált közben: Lord Sunderland másodtitkárja lett, aztán Lord Halifax másodtitkára volt egy hannoveri úton, majd Lord Wharton ír kormányzó első titkára, 1708-tól haláláig parlamenti képviselő. A whig frakcióban ült, de állítólag sose szólalt fel.
A whig kormány bukásával Addison politikai karrierje véget is ért, de lehetősége volt újabb karriert csinálni: már így is ismert író volt. Most felújította régi barátságát egykori iskolatársával, Richard Steele-lel, aki 1709-ben elindította a The Tatler című, háromhetente megjelenő folyóiratot. Addison besegített a lapba; a három év alatt megjelenő 271 számból 42-t ő szerkesztett. 1711-ben Steele-lel együtt elindította a The Spectator című napilapot, ami huszonegy hónapon át folyamatosan megjelent. Addison kétszázhetvennégy cikket publikált, majd 24-et a Budgell-féle The Spectatorben, és 51-et a Steele szerkesztette The Guardian-ben. A Spectatorba írott esszéi Addison legjobb művei; bár saját korában talán jobban ismerték Cato című tragédiájáról, amiről Voltaire azt tartotta, hogy „nagyobb, mint Shakespeare”, és ami a leginkább hasonlít a Corneille-, Racine-féle francia tragédiára.
Lehetetlen leírni, micsoda hatása volt a Spectatornak a korabeli Angliára. Középutat mutatott a puritán aszkézis és a restaurációs romlottság közt. Mindezt rendkívül finom, szellemes stílusban. Még maga Doctor Johnson, a keményvonalas tory, is tisztelettel adózott Addison stílusának. Addison nem volt eredeti gondolkodó, de nagyon ékesszóló volt.
Anna királynő 1714-ben bekövetkezett halála után a Whigek újra hatalomra kerültek, Addison megint karriert csinált: egyszer megint az ír kormányzó első titkára lett, majd a Legfelsőbb Bíróságon dolgozott, 1717-ben pedig bekerült Lord Sunderland kormányába. Ekkor volt életében a leghíresebb és leggazdagabb, de jóformán ez is volt életének legkellemetlenebb korszaka: beteg volt, és végül kénytelen volt minden tisztségéről lemondani 1718-ban. 1716-ban feleségül vette Charlotte-ot, Warwick gróf lányát. A házasság feltehetően nem volt boldog, de azért annyira rossz se, ahogy a kortársak pletykálták. Addison visszahúzódó, félénk ember volt, néha nyomasztotta a felesége nemesi köreinek hűvös formalitása. Egy (valószínűleg gyengeelméjű) lányuk volt.
Steele-hez fűződő barátsága is tönkrement, és ez nagyon elkeserítette Addisont, bár Steele járt rosszabbul a barát elvesztésével. Pamfletháborúba kezdtek, és bár Steele tett később néhány békülékeny gesztust, akkor már túl késő volt: Addison 1719-ben meghalt.
Addisont sokan utálták, politikusok, irodalmárok egyaránt. Pope vitázott vele, de hát Pope mindenkivel vitázott. Swift kedvelte, eddig ő a legtöbb embert utálta. Általában érzéketlenséggel, arroganciával vádolták, de ez inkább álarc volt. Senki sem állt igazán közel hozzá, csak Steele; és Steele, szerencsétlen vitájuk alatt is csodálta és kedvelte őt.
Addison költőként ma már szinte teljesen ismeretlen, egyedül The Spacious Firmament of Heaven című himnusza ismert (erre írta Haydn A teremtés zenéjét). Drámaíróként sose volt jelentős, csak istenítették a Catóért. Esszéíróként kitűnő, még ma is olvasható.

## Magyarul
- Tulipánok; ford. Molnár Miklós; A női frizura; ford. Julow Viktor; in: Hagyomány és egyéniség. Az angol esszé klasszikusai; vál. Európa Könyvkiadó munkaközössége, közrem. Ruttkay Kálmán, Ungvári Tamás, utószó Abody Béla, jegyz. Abádi Nagy Zoltán; Európa, Bp., 1967
- A régi Anglia hétköznapjai. Válogatás a "The Spectator" c. egykorú folyóirat anyagából; vál., bev., jegyz. Hankiss Elemér, ford. Mezei Iván; Gondolat, Bp., 1968 (Európai antológia. Angol reneszánsz és polgári forradalom)